# Muldenberg
Muldenberg ist ein Ortsteil der Gemeinde Grünbach im Vogtlandkreis (Freistaat Sachsen). Er hieß bis 1934 Mulde und wurde dann in Muldenberg umbenannt. Der Ort wurde am 1. März 1994 nach Grünbach eingemeindet.

## Geografie

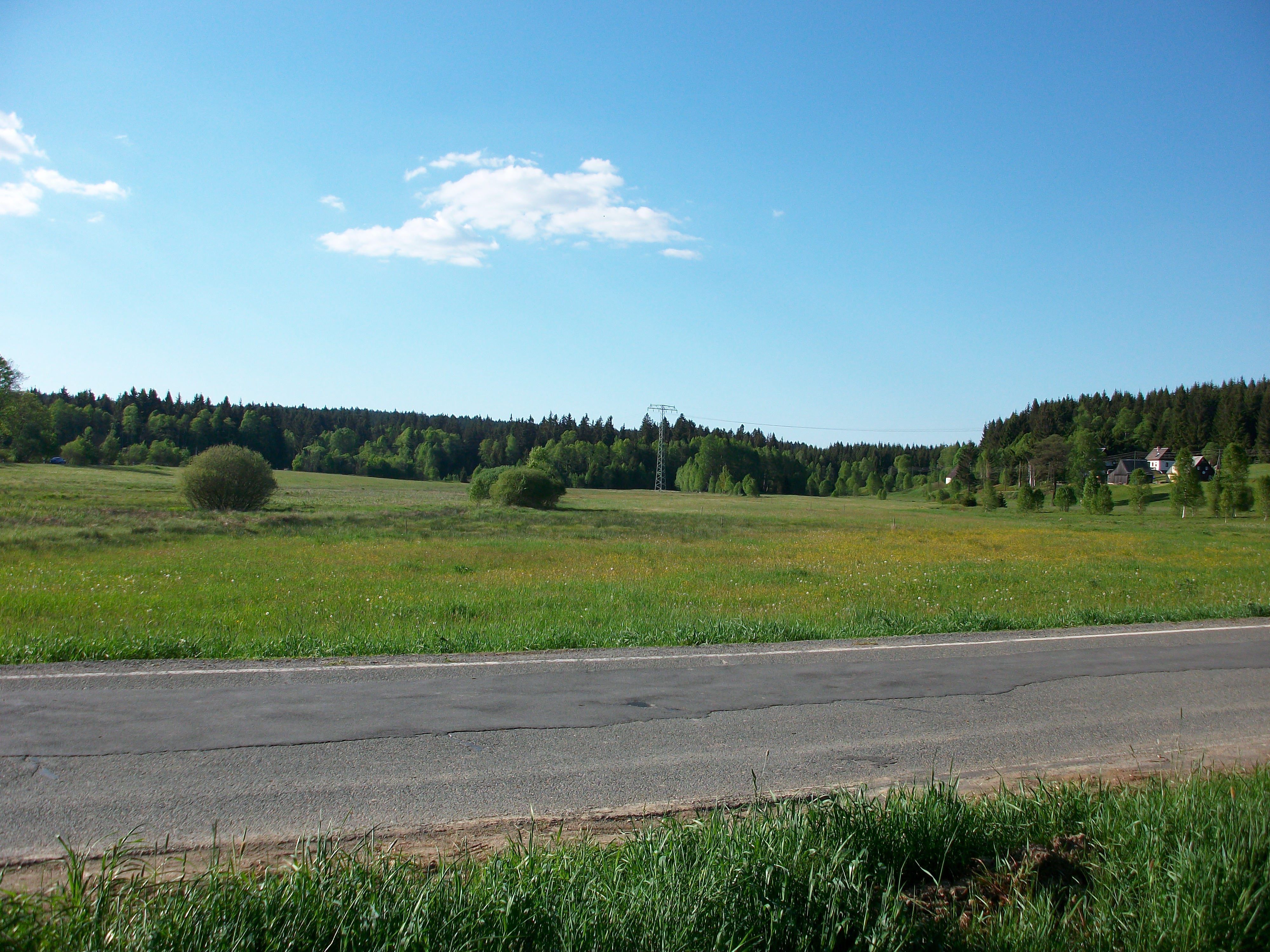
Muldenwiesen in Muldenberg

### Lage
Muldenberg liegt im Südosten des sächsischen Teils des historischen Vogtlands, gehört jedoch bezüglich des Naturraums bereits zum Westerzgebirge. Südlich des Orts vereinigen sich die Rote Mulde, die Weiße Mulde und der Saubach zur Zwickauer Mulde. Der Mündungsbereich ist seit 1925 zur Talsperre Muldenberg aufgestaut. Diese liegt auf einer Höhe von 715 m. Muldenberg liegt auf einer Höhe zwischen 690 m am Bahnhof Muldenberg und 740 m im Ort. Muldenberg liegt im Naturpark Erzgebirge/Vogtland.

### Nachbarorte
| Grünbach        |                                             | Hammerbrücke mit Friedrichsgrün |
|                 | Kompassrose, die auf Nachbargemeinden zeigt | Schneckenstein                  |
| Schöneck/Vogtl. | Zwota                                       | Klingenthal                     |

## Geschichte

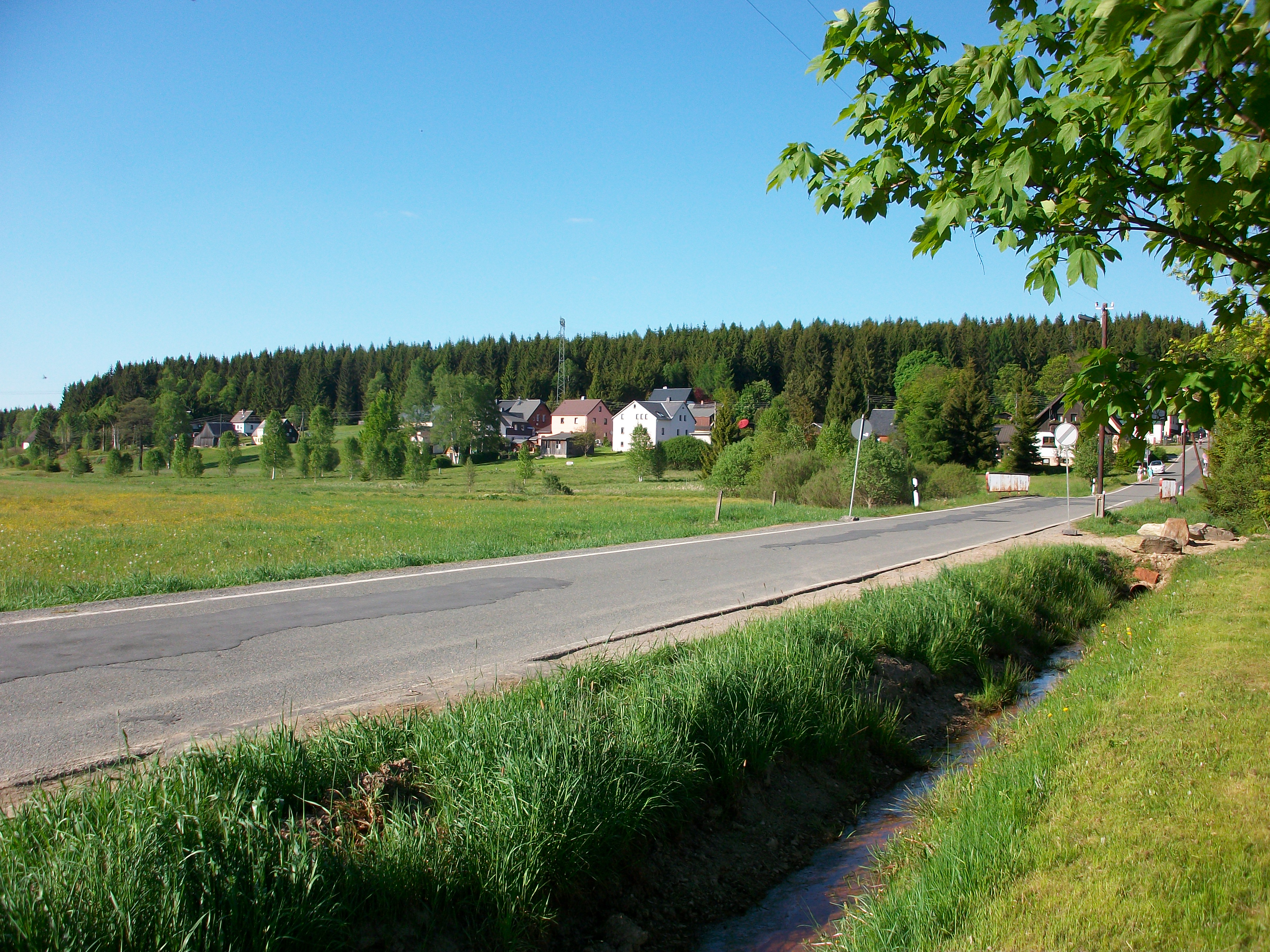
Muldenberg, Blick auf den gleichnamigen Ortsteil rechts der Zwickauer Mulde

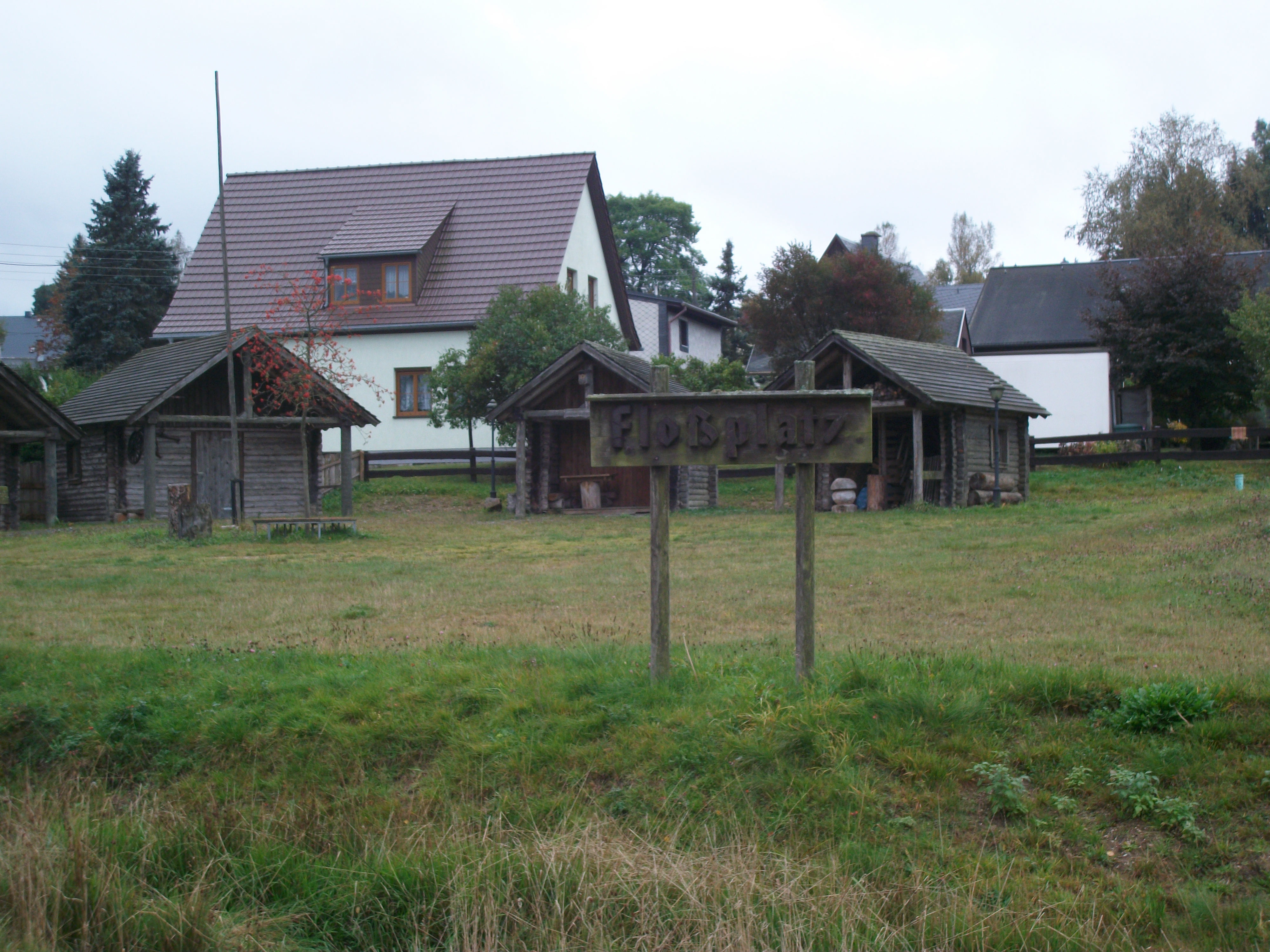
Floßplatz in Muldenberg

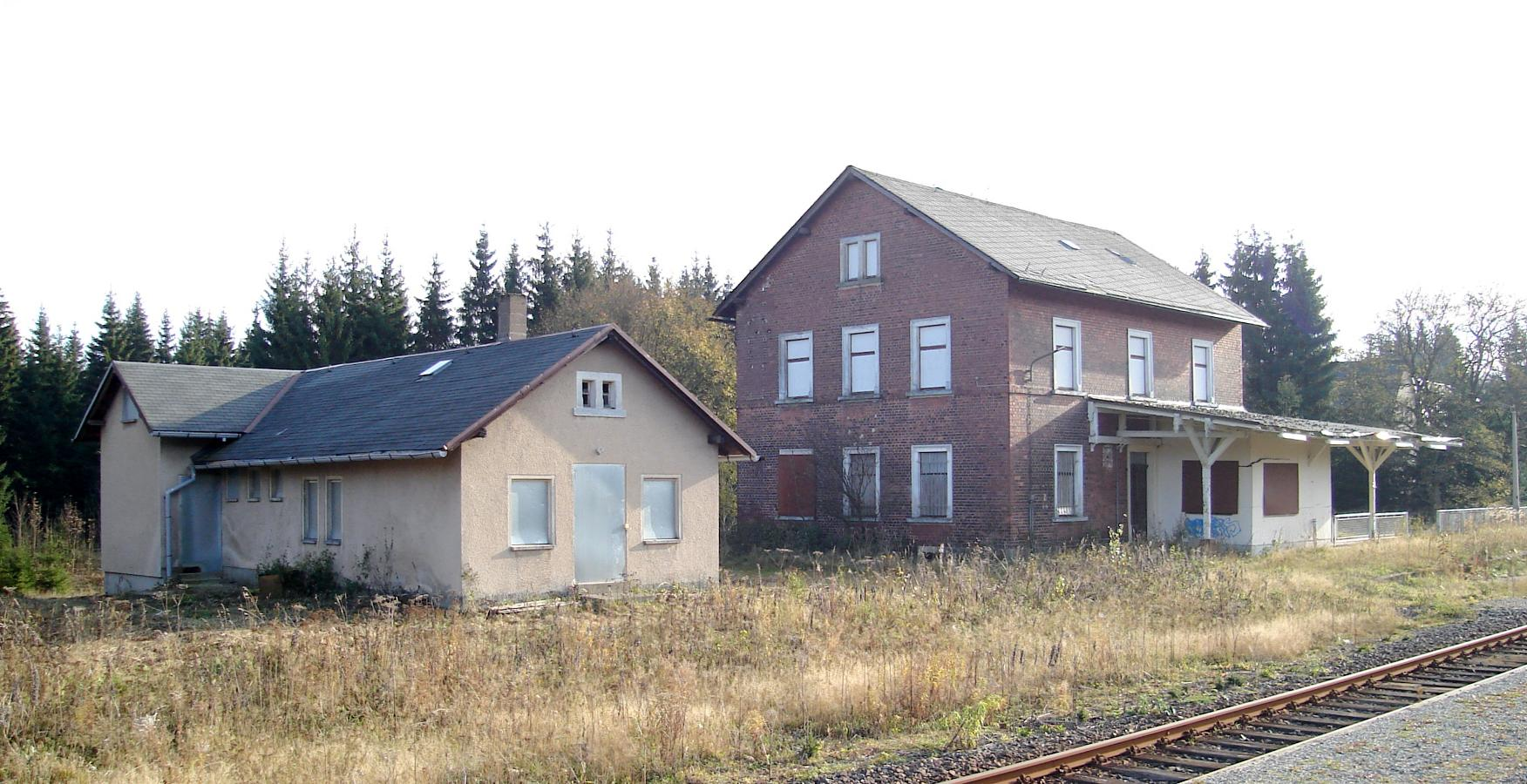
Bahnhof Muldenberg

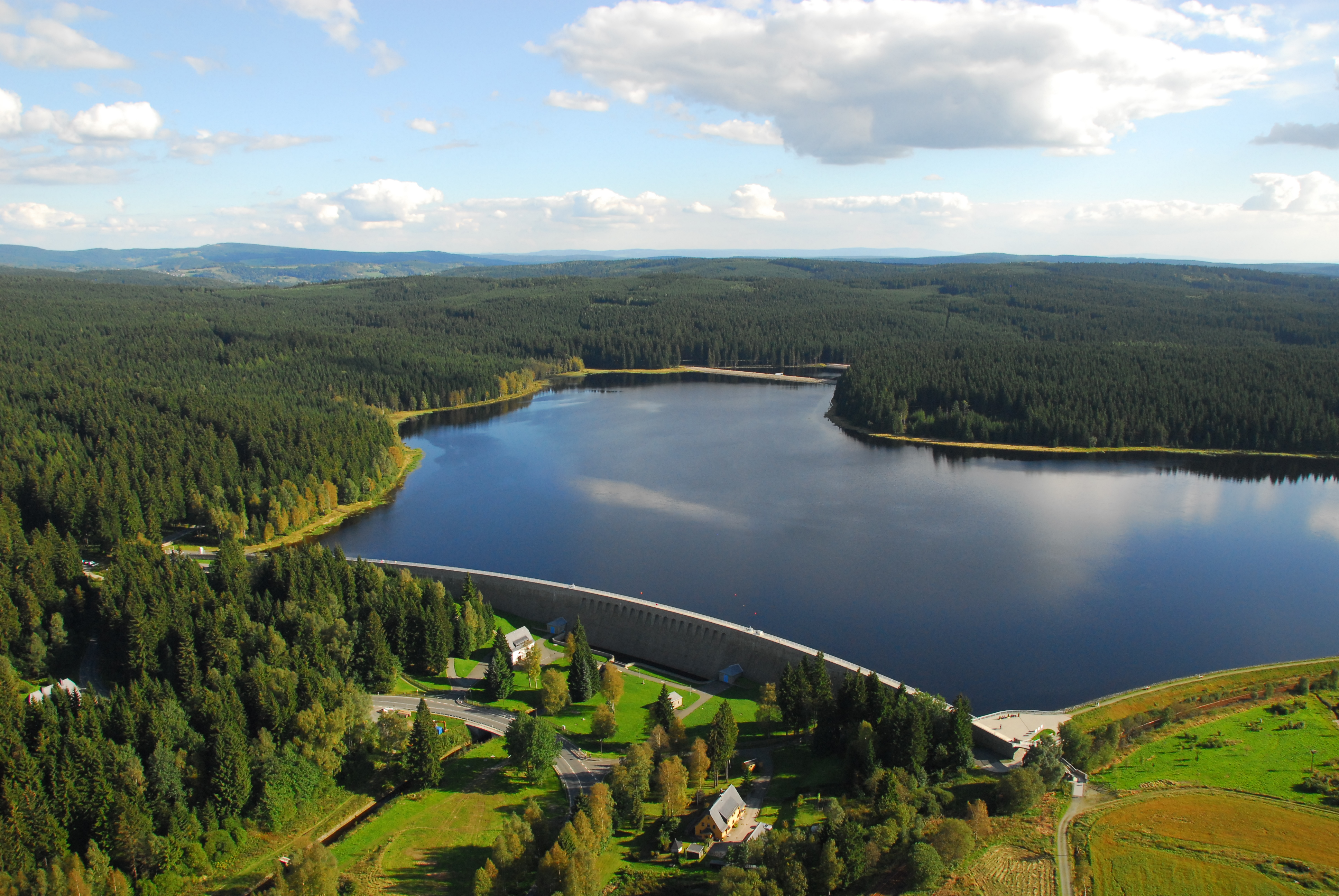
Talsperre Muldenberg

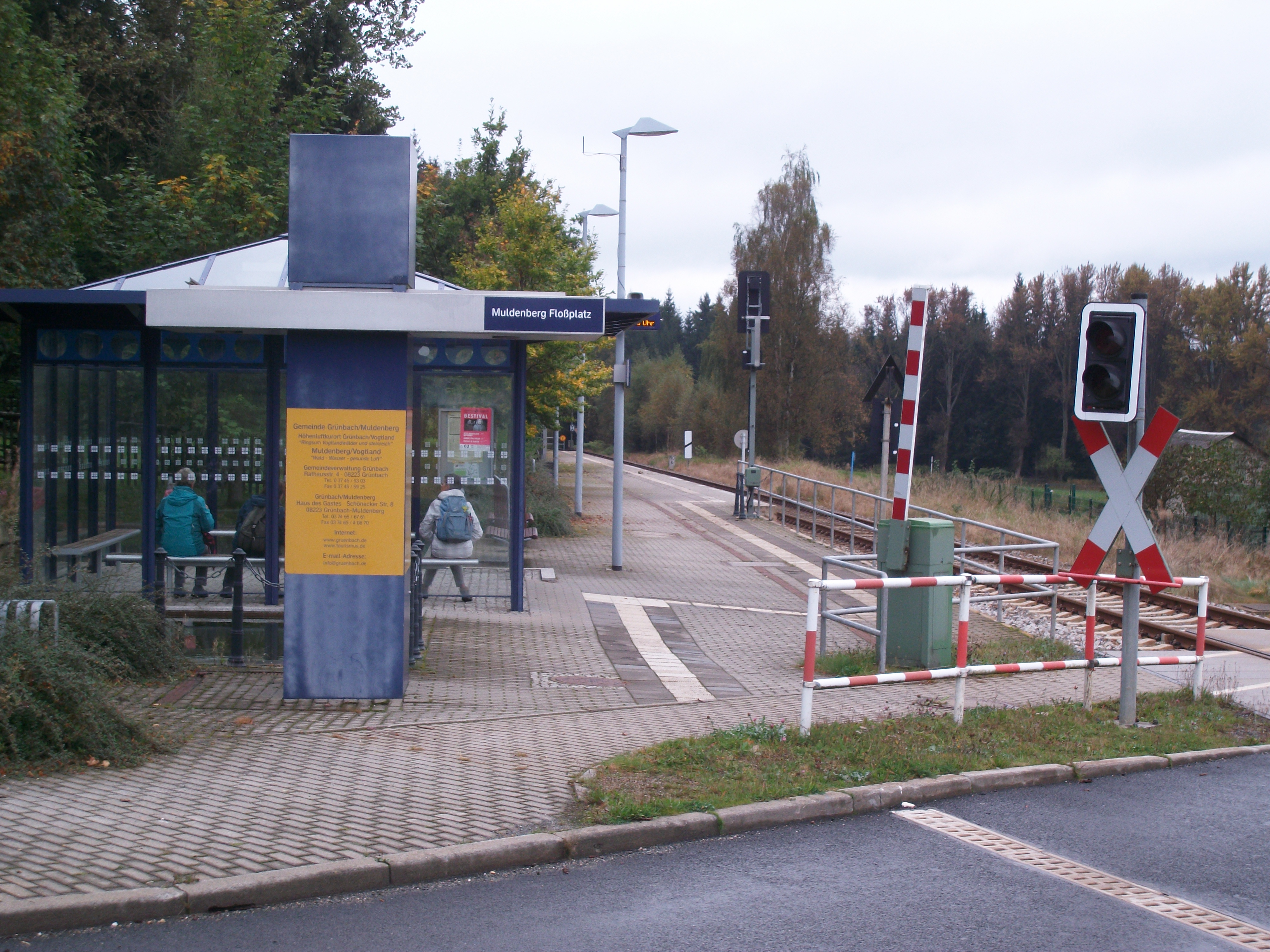
Haltepunkt Muldenberg Floßplatz, Wartehalle (2016)

Das Gebiet am Zusammenfluss von Roter und Weißer Mulde zur Zwickauer Mulde war bis um 1590 dichter Urwald. Der sächsische Kurfürst Johann Friedrich der Großmütige erwarb im Jahr 1533 die Schönecker Wälder und die Kottenheide. Zwischen 1563 und 1582 erweiterte Kurfürst August I. von Sachsen den kurfürstlichen Waldbesitz durch Erwerbungen derer von Planitz und von Ellefeld. Ab 1579 erfolgte der Bau von Floßgräben, um das Holz besser vermarkten zu können.
In den Jahren 1586 bis 1592 wurden nachweislich die ersten Gebäude im Bereich des heutigen Orts Muldenberg errichtet. Anfang des 17. Jahrhunderts entstand im kurfürstlich-sächsischen Staatsforst des oberen Vogtlands die Waldarbeiter- und Flößersiedlung Mulde (auch als Muldenhäuser bezeichnet). Sie lag als Amtsdorf im königlich-sächsischen Amt Voigtsberg.
Im Jahr 1792 wurde auf dem Privatforst des Barons Trützschler von Falkenstein rechts der Mulde eine zweite Siedlung mit dem Namen Muldenberg gegründet, welche der Grundherrschaft des Ritterguts Dorfstadt unterstand. Muldenberg gehörte bis 1856 zum kursächsischen bzw. königlich-sächsischen Amt Plauen. Nach 1856 gehörte das Gebiet zum Gerichtsamt Schöneck und ab 1875 zur Amtshauptmannschaft Auerbach. Um 1834 gehörte Mulde mit weiteren Waldsiedlungen der Gegend, u. a. Saubachhäuser, Tannenhaus und Kottenheide zur Schönecker Waldgemeinde, nach 1875 zählte auch Muldenberg dazu.
Nachdem die Bahnstrecke Chemnitz–Aue–Adorf seit 1875 durch das Tal der oberen Zwickauer Mulde führte, erhielten Mulde und Muldenberg mit der Eröffnung der Bahnstrecke Falkenstein–Muldenberg im Jahr 1892 auch eine Station. Der an beiden Strecken liegende Bahnhof Muldenberg entstand nördlich der Siedlungen auf Trützschlerischem Gebiet.
Um 1900 bestand die Landgemeinde „Mulde“ aus den Ortsteilen Mulde, Muldenberg, Saubachhäuser und Tannenhaus. Im Jahr 1906 wurde das südlich von Mulde gelegene Kottenheide von Zwota nach Mulde umgegliedert. Aufgrund der günstigen Lage im Quellgebiet der Zwickauer Mulde, d. h. am Zusammenfluss von Roter und Weißer Mulde mit dem Saubach zur Zwickauer Mulde, entstand zwischen 1920 und 1925 südlich der Ortschaft die Trinkwassertalsperre Muldenberg.
Im Jahr 1934 kam es zur Umbenennung der Gemeinde „Mulde“ in „Muldenberg“. 1939 erfolgte die Umgliederung des südöstlich von Schöneck/Vogtl. liegenden Muldenberger Gemeindeteils Tannenhaus nach Schöneck/Vogtl. Der Gemeindeteil Saubachhäuser wurde zu dieser Zeit nicht mehr erwähnt. Die Häusergruppe befand sich im Wald unmittelbar südlich des Sauteiches.
Vom 6. Mai 1945 bis in den Juni gab es ein unbefestigtes Kriegsgefangenenlager. Die Gefangenen wurden auch zur Munitionsbergung eingesetzt. Am 13. Mai 1945 ereignete sich beim Versenken von Munition in der Talsperre Muldenberg eine Explosion, bei der die Sperrmauer stark beschädigt wurde und 13 Menschen starben. Zwischen 1946 und 1950 wurde die Staumauer wieder aufgebaut.
Durch die zweite Kreisreform in der DDR kam die Gemeinde Muldenberg im Jahr 1952 zum Kreis Klingenthal im Bezirk Chemnitz (1953 in Bezirk Karl-Marx-Stadt umbenannt), der ab 1990 als sächsischer Landkreis Klingenthal fortgeführt wurde und 1996 im Vogtlandkreis aufging. 1956 erfolgte die Umgliederung des Ortsteils Kottenheide nach Schöneck/Vogtl. Bis dahin war Muldenberg gemessen an der Fläche eine der größten Gemeinden Sachsens, deren Areal von Hammerbrücke bis nach Klingenthal und an den Schneckenstein reichte. 90 % der Fläche waren jedoch bewaldet.
Nach einer Anfang der 1990er Jahre durchgeführten Bürgerbefragung stimmte die Mehrheit der Einwohner für eine Eingemeindung in die vier Kilometer entfernte Gemeinde Grünbach und gegen den nur zwei Kilometer entfernten Nachbarort Hammerbrücke. Muldenberg ist somit seit dem 1. März 1994 ein Ortsteil der Gemeinde Grünbach.
Seit dem Bau der Talsperre Eibenstock verlor der Bahnhof Muldenberg zunehmend seine Bedeutung als Trennungsbahnhof, da die Bahnstrecke Chemnitz–Aue–Adorf im Jahr 1975 zwischen Wolfsgrün und dem Bahnhof Schönheide Ost in Schönheiderhammer unterbrochen wurde. 1983 wurde der Reiseverkehr nach Schönheide Ost eingestellt, 1995 auch der Güterverkehr. Nach dem Ausbau der Weiche arbeitet der Förderverein Westsächsische Eisenbahnen e. V. (FVWE) an einer Wiederanbindung der seit 2005 als Museumsbahn genutzten Strecke von Muldenhammer in Richtung Schönheide Süd. Nachdem der Bahnhof Muldenberg im Jahr 2014 vom ZVV als Halt abbestellt worden ist, wurden der Hausbahnsteig und der Reisendenübergang zurückgebaut. Muldenberg besitzt seitdem nur noch den im Jahr 2001 eingeweihten Haltepunkt „Muldenberg Floßplatz“, welcher jedoch zentral im Ort liegt.

### Einwohnerstatistik
| Jahr                     | 1792      | 1834 | 1871 | 1890 | 1910 | 1925 | 1939 | 1946 | 1950 | 1964 | 1990 |
| ------------------------ | --------- | ---- | ---- | ---- | ---- | ---- | ---- | ---- | ---- | ---- | ---- |
| Einwohnerzahl Muldenberg | 7 Häusler | 111  | 153  | 151  | -    | -    | 499  | 483  | 567  | 324  | 250  |
| Einwohnerzahl Mulde      | 6 Häusler | 131  | 85   | 162  | 535  | 587  | -    | -    | -    | -    | -    |

1910 war Mulde unter den 69 Kommunen der Amtshauptmannschaft Auerbach auf Rang 47 der Einwohnerstatistik. 1925 lebten in Mulde 537 Lutheraner, 3 Katholiken und 47 andersgläubige.

## Verkehr
Der Bahnhof Muldenberg wurde 1892 an der Einmündung der Bahnstrecke Falkenstein–Muldenberg in die Bahnstrecke Chemnitz–Aue–Adorf eröffnet. Im Jahr 2014 wurde der ca. einen Kilometer nördlich des Orts gelegene Bahnhof vom Zweckverband ÖPNV Vogtland als Halt abbestellt. Seit 2001 existiert zentral im Ort der Haltepunkt Muldenberg Floßplatz, der von der Vogtlandbahn in Richtung Klingenthal und Auerbach/Vogtl. bedient wird.
Muldenberg wird von zwei TaktBus-Linien des Verkehrsverbunds Vogtland bedient: Die Linie 22 verkehrt nach Schöneck und Morgenröthe-Rautenkranz, während die Linie 23 nach Falkenstein, Grünbach und Schneckenstein führt. Mit beiden Linien wird außerdem Hammerbrücke und Tannenbergsthal erreicht.

## Sehenswürdigkeiten
Talsperre Muldenberg
Im Waldgebiet um Muldenberg liegt das Quellgebiet der Zwickauer Mulde. Die 1920 bis 1925 erbaute Talsperre Muldenberg besitzt mit einer Sperrmauer von 525 Metern die längste Staumauer Sachsens und eine der längsten Bruchstein-Sperrmauern Europas. Sie liegt auf einer Höhe von 715 Metern über dem Meeresspiegel.
Floßgraben und Schauflößerei

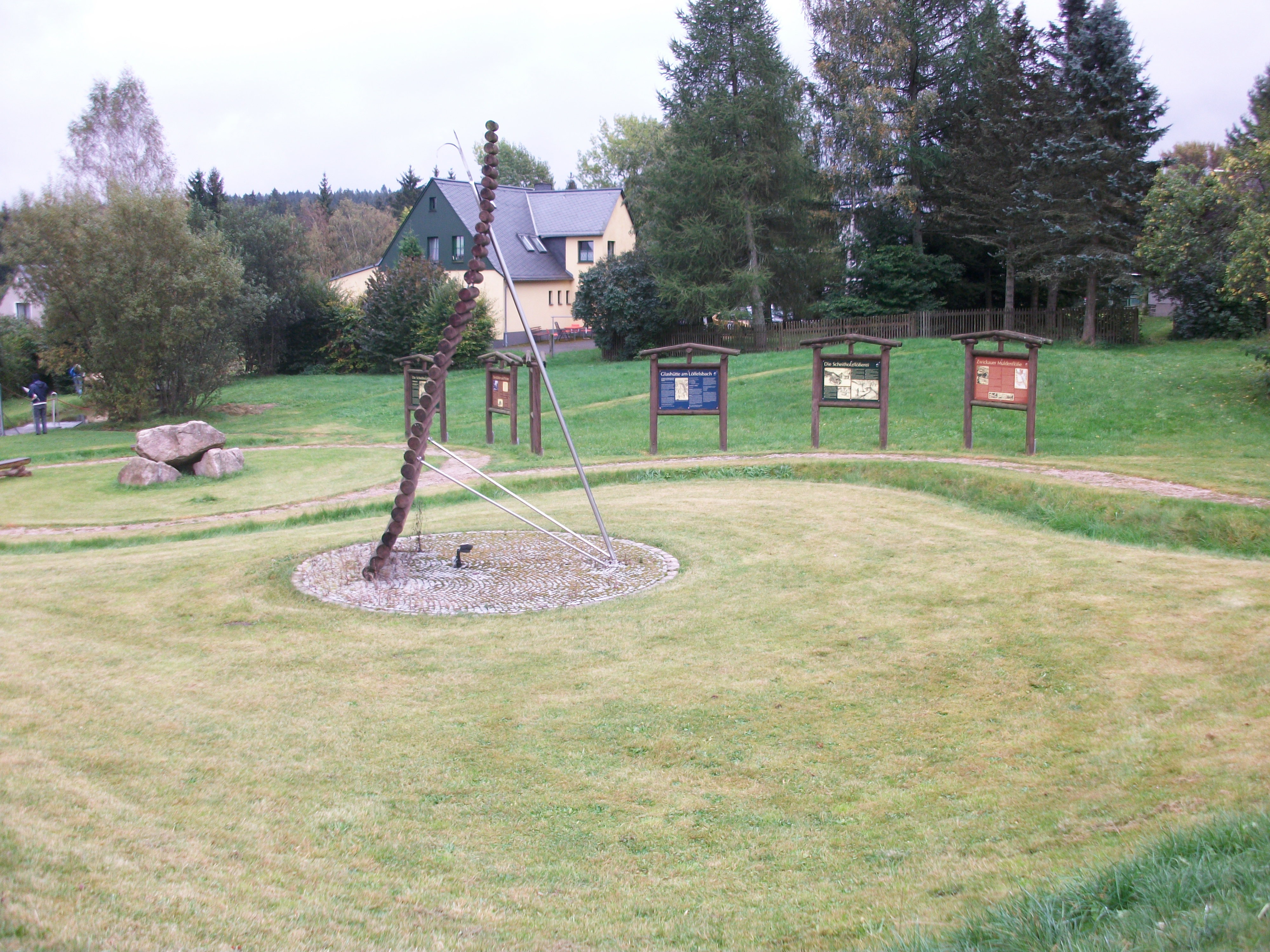
Muldenberg, Infotafeln Flößerei

Zum besseren Transport des Holzes aus den kurfürstlich-sächsischen Wäldern des oberen Vogtlands in den Raum Halle/Leipzig begann man ab 1579 mit der Anlegung von Floßgräben. Um Muldenberg entstanden u. a. der „Obere Floßgraben“ (ab 1579), der „Kielfloßgraben“ zum Kiel bei Mühlleithen (1632) und der „Untere Floßgraben“. Letzterer hatte bei einer Länge von 7,15 Kilometern ein Gefälle von sechs Metern. Auf Beschluss des Gemeinderats von Muldenberg wurde im Jahr 1991 ein Teilstück des Unteren Floßgrabens wieder floßbar gemacht und zum Technischen Denkmal erklärt. Sein Damm ist vollständig erhalten. Heute führt der Graben nur noch vom Ausgleichsbecken der Muldenberger Talsperre bis zum ehemaligen Sägewerk Leonhardt in Hammerbrücke Wasser.
Einen Bekanntheitsgrad erlangte Muldenberg mit der Wiederbelebung der Scheitholzflößerei, für die der instand gesetzte Untere Floßgraben als Schauflößstrecke genutzt wird. Der 1993 gegründete "Vogtländische Flößerverein Muldenberg e. V." führt zur Pflege des Brauchtums jährlich am Himmelfahrtswochenende Schauflößveranstaltungen durch. Weiterhin betreibt der Verein auch Köhlerei, deren Meiler besichtigt werden können.
Kammloipe
Muldenberg liegt an der Kammloipe, einer der längsten und schneesichersten Loipen Deutschlands.